# Hardcore Heaven 1999
Hardcore Heaven 1999 è stato un pay-per-view di wrestling prodotto dalla Extreme Championship Wrestling. Si svolse il 16 maggio 1999 al Mid-Hudson Civic Center di Poughkeepsie, New York.
Il main event originale della serata sarebbe dovuto essere un match singolo nel quale Taz avrebbe dovuto difendere il World Heavyweight Championship contro Chris Candido. Invece, Taz difese con successo la cintura con Buh Buh Ray Dudley in un falls count anywhere match.

## Risultati
| Risultato | Stipulazione                                                        | Durata |
| --- | ------------------------------------------------------------------- | ------ |
| Skull Von Crush sconfisse Danny Doring (con Miss Congeniality)                                                                        | Dark match                                                          | nd     |
| Taz (c) sconfisse Chris Candido (con Tammy Lynn Sytch) per sottomissione                                                              | Single match                                                        | 01:10  |
| The Dudley Boyz (Buh Buh Ray Dudley & D-Von Dudley) (c) (con Sign Guy Dudley e Joel Gertner) sconfissero Balls Mahoney & Spike Dudley | Tag team match per l'ECW World Tag Team Championship                | 07:48  |
| Super Crazy sconfisse Taka Michinoku                                                                                                  | Single match                                                        | 08:28  |
| Yoshihiro Tajiri sconfisse Little Guido (con Big Sal E. Graziano)                                                                     | Single match                                                        | 11:06  |
| Lance Storm (con Dawn Marie) sconfigge Tommy Dreamer (con Francine)                                                                   | Single match                                                        | 13:40  |
| Rob Van Dam (c) (con Bill Alfonso) sconfisse Jerry Lynn                                                                               | Single match per l'ECW World Television Championship                | 26:57  |
| Sid Vicious (con Judge Jeff Jones) vs. Justin Credible (con Jason e Jazz) terminò in no contest                                       | Single match                                                        | 02:01  |
| Taz (c) sconfisse Buh Buh Ray Dudley (con Sign Guy Dudley) per sottomissione                                                          | Falls Count Anywhere match per l'ECW World Heavyweight Championship | 12:17  |